# Oliver Schäfer
Oliver Schäfer (Lahr/Schwarzwald, 27 febbraio 1969) è un allenatore di calcio ed ex calciatore tedesco, di ruolo difensore.

## Palmarès

### Calciatore

#### Competizioni nazionali
- Campionato tedesco di seconda divisione: 2

Kaiserslautern: 1996-1997
Hannover 96: 2001-2002
- Campionato tedesco: 1

Kaiserslautern: 1997-1998
- Coppa di Germania: 1

Kaiserslautern: 1995-1996
- Supercoppa di Germania: 1

Kaiserslautern: 1991